# Heart of the Hurricane
Heart of the Hurricane è il terzo album in studio del gruppo symphonic metal tedesco Beyond the Black, pubblicato il 31 agosto 2018 da Napalm Records.

## Tracce
1. Hysteria – 4:37
2. Heart of the Hurricane – 3:39
3. Through the Mirror – 3:34
4. Million Lightyears – 4:42
5. Song for the Godless – 5:09
6. Escape from the Earth – 3:08
7. Beneath a Blackened Sky – 5:07
8. Fairytale of Doom – 4:43
9. My God Is Dead – 5:01
10. Dear Death – 4:09
11. Scream for Me – 4:04
12. Freedom – 3:44
13. Breeze – 3:51
14. Echo from the Past – 5:31
15. Parade – 3:41

Durata totale: 64:40

## Formazione
- Jennifer Haben – voce
- Chris Hermsdörfer – chitarra, cori
- Tobi Lodes – chitarra, cori
- Kai Tschierschky – batteria
- Stefan Herkenhoff – basso
- Jonas Roßner – tastiere, cori

## Classifiche
| Classifica (2018) | Posizione massima |
| ----------------- | ----------------- |
| Austria           | 28                |
| Germania          | 5                 |
| Svizzera          | 14                |